# Ptychoglene rubromarginata
Ptychoglene rubromarginata là một loài bướm đêm thuộc phân họ Arctiinae, họ Erebidae.